# SciPy
SciPy és una biblioteca de codi obert d'eines i algoritmes matemàtics per Python que va néixer a partir de la col·lecció original d'en Travis Oliphant i que consistia en mòduls d'extensió per Python. Va ser publicada per primer cop el 1999 amb el nom de Multipack (anomenada així pels paquets netlib que la formaven: ODEPACK, QUADPACK, i MINPACK).
SciPy conté mòduls per optimització, àlgebra lineal, integració, interpolació, funcions especials, FFT, processament de senyals i d'imatge, resolució d'EDOs i altres tasques relacionades amb la ciència i enginyeria. Està dirigida al mateix tipus d'usuaris que els d'aplicacions com MATLAB, GNU Octave, i Scilab.